# Планковский объём
Пла́нковский объём (обозначаемый {\displaystyle V_{\text{P}}} или {\displaystyle \ell _{\text{P}}^{3}}) — единица измерения объёма в планковской системе единиц, которая численно равняется кубу планковской длины. Другими словами, это объём куба, длина ребра которого равняется планковской длине.
Планковский объём равен:
{\displaystyle V_{\text{P}}\equiv \ell _{\text{P}}^{3}={\sqrt {\frac {\left(\hbar G\right)^{3}}{c^{9}}}}} ≈ 4,22167⋅10−105 м3,
где
- {\displaystyle \ell _{\text{P}}} — планковская длина,
- {\displaystyle \hbar } — приведённая постоянная Планка ({\displaystyle \hbar =h/{2\pi }}),
- {\displaystyle G} — гравитационная постоянная,
- {\displaystyle c} — скорость света в вакууме.

## Интересные факты
- Радиус наблюдаемой вселенной оценивается в 7⋅1061 планковских длин, а объём имеет порядок около 4⋅10185 планковских объёмов[1][2].